# 日本実業出版社
日本実業出版社（にほんじつぎょうしゅっぱんしゃ）は、日本の出版社。1950年に広島で創業し、現在は大阪に本社を、東京に東京本部を置く。
主に経営、経理、税務などのビジネス関係の書籍、また、資格・試験関係、サイエンス・理工書、自己啓発書等、幅広い出版活動を展開している。